# Of One Blood
Of One Blood (De una sangre) es un álbum de la banda norteamericana de heavy metal, Shadows Fall. Fue lanzado al mercado el 4 de abril de 2000 a través de la discográfica Century Media Records.
Es el primer álbum con el vocalista Brian Fair y el último con el baterista David Germain, y el primer álbum con el sello discográfico Century Media Records.
El álbum original lanzado en el 2000 presenta una calidad muy baja en el sonido, comparado con otros trabajos dentro del género, por lo cual el álbum nuevamente fue producido por Zeuss B. Held en su versión remasterizada, y lanzado nuevamente el 15 de abril de 2008.
La canción «Crushing Belial» hace referencia al demonio Belial. Las canciones «Fleshold», «Revel in My Loss» y «To Ashes» fueron originalmentes lanzadas en el disco debut Somber Eyes to the Sky.

## Sonido
Este es el último álbum en que la banda muestra elementos de death metal melódico, con largas canciones, tremolo picking, riffs thrash, teclados, partes acústicas, blast beats y solos más extensos, además de un estilo vocal de Brian Fair más duro que en sus trabajos posteriores, el cual usa un estilo parecido al death growl. En los próximos álbum la banda compondria canciones más cortas y vocales de estilo screaming. 
La banda prefirió alejarse del death metal melódico y seguir un sonido más orientado al hard rock, y el thrash metal, como explicó el guitarrista cuando se le preguntó por el sonido del disco posterior a Of One Blood, The Art of Balance.

## Listado de pistas
| N.º | Título                  | Duración |  |
| 1.  | «Pain Glass Vision»     | 0:48     |  |
| 2.  | «Crushing Belial»       | 5:25     |  |
| 3.  | «Of One Blood»          | 4:45     |  |
| 4.  | «The First Noble Truth» | 4:14     |  |
| 5.  | «Fleshold»              | 3:37     |  |
| 6.  | «Root Bound Apollo»     | 6:19     |  |
| 7.  | «Revel in My Loss»      | 5:27     |  |
| 8.  | «Montauk»               | 4:22     |  |
| 9.  | «To Ashes»              | 6:01     |  |
| 10. | «Serenity»              | 4:58     |  |

## Créditos

### Banda
- Brian Fair (vocalista)
- Jonathan Donais (guitarrista y segunda voz)
- Paul Romanko (bajo)
- Matthew Bachand (guitarrista y segunda voz)
- David Germain (baterìa y percusiones)

### Personal
- Grabado en Planet Z en Hadley, Massachusetts
- Producido y mezclado por Zeuss B. Held
- Masterizado por Keith Chirgwin y Morgan Walker
- Teclados por Ray Michaud